# Liste der Monuments historiques in Cuse-et-Adrisans
Die Liste der Monuments historiques in Cuse-et-Adrisans führt die Monuments historiques in der französischen Gemeinde Cuse-et-Adrisans auf.

## Liste der Immobilien
| Bezeichnung | Beschreibung                  | Standort                    | Kennzeichnung | Schutzstatus | Datum | Bild           |
| ----------- | ----------------------------- | --------------------------- | ------------- | ------------ | ----- | -------------- |
| Winzerhaus  | vom Ende des 17. Jahrhunderts | 2 Le Moulin des Pres (Lage) | PA00101636    | Inscrit      | 1979  | weitere Bilder |

## Liste der Objekte
| Bezeichnung                                   | Beschreibung                                             | Standort                                | Kennzeichnung | Schutzstatus | Datum | Bild |
| --------------------------------------------- | -------------------------------------------------------- | --------------------------------------- | ------------- | ------------ | ----- | ---- |
| Skulptur Petrus auf dem Papstthron            | Holz, farbig gefasst, 16. Jahrhundert                    | in der Kirche Sts-Pierre-et-Paul (Lage) | PM25000607    | Classé       | 1975  |      |
| Kruzifix                                      | Holz, farbig gefasst, zweite Hälfte des 18. Jahrhunderts | in der Kirche Sts-Pierre-et-Paul (Lage) | PM25000608    | Classé       | 1975  |      |
| Sieben Skulpturen                             | Ensemble aus PM25000609 bis PM25000611                   | in der Kirche Sts-Pierre-et-Paul (Lage) | PM25001649    | Classé       |       |      |
| Zwei Skulpturen: Petrus und heiliger Leodegar | Holz, farbig gefasst und vergoldet, 16. Jahrhundert      | in der Kirche Sts-Pierre-et-Paul (Lage) | PM25000609    | Classé       | 1908  |      |
| Skulptur Apostel                              | Holz, farbig gefasst, 16. Jahrhundert                    | in der Kirche Sts-Pierre-et-Paul (Lage) | PM25000610    | Classé       | 1988  |      |
| Vier Skulpturen von Aposteln                  | Holz, farbig gefasst, 16. Jahrhundert                    | in der Kirche Sts-Pierre-et-Paul (Lage) | PM25000611    | Classé       | 1979  |      |
| Zwei Skulpturen von Heiligern                 | Holz, vergoldet, 18. Jahrhundert                         | in der Kirche Sts-Pierre-et-Paul (Lage) | PM25002058    | Inscrit      | 1979  |      |